# 佩里切伊鄉
47°13′54″N 22°51′47″E / 47.2316°N 22.8631°E
佩里切伊鄉（羅馬尼亞語：Comuna Pericei, Sălaj），是羅馬尼亞的鄉份，位於該國西北部，由瑟拉日縣負責管轄，面積49平方公里，海拔高度284米，2007年人口3,979，人口密度每平方公里81人。